# 미국·캐나다 주별 주요 스포츠 리그 구단 목록
이 문서는 미국과 캐나다에 위치한 주들의 주요 스포츠 리그 구단 목록이다. MLB, NFL, NBA, NHL, MLS, CFL, 이상 여섯 리그에 가입한 구단으로 구성했다.

## 주 목록
| 주명             | 해당 국가 | 야구                                                                                                  | 미식축구                                                 | 농구                                                                               | 아이스하키                                    | 영식축구                                                | 캐나디안 풋볼                                        | 총계 |
| ---------------- | --------- | --- | -------------------------------------------------------- | ---------------------------------------------------------------------------------- | --------------------------------------------- | ------------------------------------------------------- | ---------------------------------------------------- | ---- |
| 캘리포니아       | 미국      | 로스앤젤레스 에인절스 로스앤젤레스 다저스 오클랜드 애슬레틱스 샌디에고 파드리스 샌프란시스코 자이언츠 | 로스앤젤레스 차저스 로스앤젤레스 램스 샌프란시스코 49ers | 골든 스테이트 워리어스 로스앤젤레스 클리퍼스 로스앤젤레스 레이커스 새크라멘토 킹스 | 애너하임 덕스 로스앤젤레스 킹스 산호세 샤크스 | 로스앤젤레스 갤럭시 로스앤젤레스 FC 산호세 어스퀘이크스 |                                                      | 18   |
| 플로리다         | 미국      | 마이애미 말린스 탬파베이 레이스                                                                       | 잭슨빌 재규어스 마이애미 돌핀스 탬파베이 버커니어스      | 마이애미 히트 올랜도 매직                                                          | 플로리다 팬더스 탬파베이 라이트닝             | 올랜도 시티 SC 인터 마이애미 CF                         |                                                      | 11   |
| 텍사스           | 미국      | 휴스턴 애스트로스 텍사스 레인저스                                                                     | 댈러스 카우보이스 휴스턴 텍선스                          | 댈러스 매버릭스 휴스턴 로케츠 샌안토니오 스퍼스                                    | 댈러스 스타스                                 | 휴스턴 디나모 FC 댈러스 오스틴 FC                       |                                                      | 11   |
| 뉴욕             | 미국      | 뉴욕 메츠 뉴욕 양키스                                                                                 | 버펄로 빌스                                              | 브루클린 네츠 뉴욕 닉스                                                            | 버펄로 사브레스 뉴욕 아일런더스 뉴욕 레인저스 | 뉴욕 시티 FC                                            |                                                      | 9    |
| 펜실베이니아     | 미국      | 필라델피아 필리스 피츠버그 파이리츠                                                                   | 필라델피아 이글스 피츠버그 스틸러스                      | 필라델피아 세븐티식서스                                                            | 필라델피아 플라이어스 피츠버그 펭귄스         | 필라델피아 유니언                                       |                                                      | 8    |
| 오하이오         | 미국      | 신시내티 레즈 클리블랜드 가디언즈                                                                     | 신시내티 벵골스 클리블랜드 브라운스                      | 클리블랜드 캐벌리어스                                                              | 콜럼버스 블루재키츠                           | 콜럼버스 크루 SC FC 신시내티                            |                                                      | 8    |
| 온타리오         | 캐나다    | 토론토 블루제이스                                                                                     |                                                          | 토론토 랩터스                                                                      | 오타와 세너터스 토론토 메이플리프스           | 토론토 FC                                               | 해밀턴 타이거-캐츠 오타와 레드블랙스 토론토 아고노츠 | 8    |
| 일리노이         | 미국      | 시카고 컵스 시카고 화이트삭스                                                                         | 시카고 베어스                                            | 시카고 불스                                                                        | 시카고 블랙호크스                             | 시카고 파이어 FC                                        |                                                      | 6    |
| 매사추세츠       | 미국      | 보스턴 레드삭스                                                                                       | 뉴잉글랜드 패트리어츠                                    | 보스턴 셀틱스                                                                      | 보스턴 브루인스                               | 뉴잉글랜드 레볼루션                                     |                                                      | 5    |
| 콜로라도         | 미국      | 콜로라도 로키스                                                                                       | 덴버 브롱코스                                            | 덴버 너기츠                                                                        | 콜로라도 아발란체                             | 콜로라도 래피즈                                         |                                                      | 5    |
| 미네소타         | 미국      | 미네소타 트윈스                                                                                       | 미네소타 바이킹스                                        | 미네소타 팀버울브스                                                                | 미네소타 와일드                               | 미네소타 유나이티드 FC                                  |                                                      | 5    |
| 미주리           | 미국      | 캔자스시티 로열스 세인트루이스 카디널스                                                               | 캔자스시티 치프스                                        |                                                                                    | 세인트루이스 블루스                           |                                                         |                                                      | 4    |
| 애리조나         | 미국      | 애리조나 다이아몬드백스                                                                               | 애리조나 카디널스                                        | 피닉스 선스                                                                        | 애리조나 코요테스                             |                                                         |                                                      | 4    |
| 미시간           | 미국      | 디트로이트 타이거스                                                                                   | 디트로이트 라이언스                                      | 디트로이트 피스톤즈                                                                | 디트로이트 레드윙스                           |                                                         |                                                      | 4    |
| 뉴저지           | 미국      | | 뉴욕 자이언츠 뉴욕 제츠                                  |                                                                                    | 뉴저지 데블스                                 | 뉴욕 레드불스                                           |                                                      | 4    |
| 워싱턴 D.C.      | 미국      | 워싱턴 내셔널스                                                                                       |                                                          | 워싱턴 위저즈                                                                      | 워싱턴 캐피털스                               | D.C. 유나이티드                                         |                                                      | 4    |
| 조지아           | 미국      | 애틀랜타 브레이브스                                                                                   | 애틀랜타 팰컨스                                          | 애틀랜타 호크스                                                                    |                                               | 애틀랜타 유나이티드 FC                                  |                                                      | 4    |
| 테네시           | 미국      | | 테네시 타이탄스                                          | 멤피스 그리즐리스                                                                  | 내슈빌 프레더터스                             | 내슈빌 SC                                               |                                                      | 4    |
| 워싱턴           | 미국      | 시애틀 매리너스                                                                                       | 시애틀 시호크스                                          |                                                                                    | 시애틀 크라켄                                 | 시애틀 사운더스 FC                                      |                                                      | 4    |
| 노스캐롤라이나   | 미국      | | 캐롤라이나 팬서스                                        | 샬럿 호네츠                                                                        | 캐롤라이나 허리케인스                         | 샬럿 FC                                                 |                                                      | 4    |
| 앨버타           | 캐나다    | |                                                          |                                                                                    | 캘거리 플레임스 에드먼턴 오일러스             |                                                         | 캘거리 스탬피더스 에드먼턴 엘크스                    | 4    |
| 메릴랜드         | 미국      | 볼티모어 오리올스                                                                                     | 볼티모어 레이븐스 워싱턴 풋볼팀                          |                                                                                    |                                               |                                                         |                                                      | 3    |
| 위스콘신         | 미국      | 밀워키 브루어스                                                                                       | 그린베이 패커스                                          | 밀워키 벅스                                                                        |                                               |                                                         |                                                      | 3    |
| 퀘벡             | 캐나다    | |                                                          |                                                                                    | 카나디앵 드 몽레알                            | CF 몽레알                                               | 몬트리올 알루에츠                                    | 3    |
| 브리티시컬럼비아 | 캐나다    | |                                                          |                                                                                    | 밴쿠버 캐넉스                                 | 밴쿠버 화이트캡스 FC                                    | BC 라이언스                                          | 3    |
| 인디애나         | 미국      | | 인디애나폴리스 콜츠                                      | 인디애나 페이서스                                                                  |                                               |                                                         |                                                      | 2    |
| 루이지애나       | 미국      | | 뉴올리언스 세인츠                                        | 뉴올리언스 펠리컨스                                                                |                                               |                                                         |                                                      | 2    |
| 네바다           | 미국      | | 라스베이거스 레이더스                                    |                                                                                    | 베이거스 골든 나이츠                          |                                                         |                                                      | 2    |
| 오리건           | 미국      | |                                                          | 포틀랜드 트레일블레이저스                                                          |                                               | 포틀랜드 팀버스                                         |                                                      | 2    |
| 유타             | 미국      | |                                                          | 유타 재즈                                                                          |                                               | 리얼 솔트레이크                                         |                                                      | 2    |
| 매니토바         | 캐나다    | |                                                          |                                                                                    | 위니펙 제츠                                   |                                                         | 위니펙 블루 보머스                                   | 2    |
| 오클라호마       | 미국      | |                                                          | 오클라호마시티 선더                                                                |                                               |                                                         |                                                      | 1    |
| 캔자스           | 미국      | |                                                          |                                                                                    |                                               | 스포르팅 캔자스시티                                     |                                                      | 1    |
| 서스캐처원       | 캐나다    | |                                                          |                                                                                    |                                               |                                                         | 서스캐처원 러프라이더스                              | 1    |
| 34개 주          | 2개국     | 30 | 32                                                       | 30                                                                                 | 32                                            | 28                                                      | 9                                                    | 161  |

## 같이 보기

미국의 주별 주요 스포츠 리그 구단 수

미국·캐나다의 주별 주요 스포츠 리그 구단 수

- 미국·캐나다 도시별 주요 스포츠 리그 구단 목록